# جيرماي
جيريمي فيليب فيلتون (ولد في 17 يوليو 1987) المعروف مهنيًا باسم جيريماي (بالإنجليزية: Jeremih)‏ هو مغني أمريكي، كاتب أغاني، ومنتج أسطوانات. في عام 2009، وقع صفقة قياسية مع تسجيلات ديف جام. وصلت الأغنية المنفردة التجارية الأولى لجيريماي، «بيرذداي ساكس»، إلى المركز الرابع على مخطط بيلبورد هوت 100 الأمريكي - حيث وصل ألبومه الأول جيريماي الذي صدر في يونيو من ذلك العام، إلى المركز السادس على مخطط بيلبورد 200 الأمريكي. واستمر نجاح جيريماي بإصدار ألبومه الثاني، أُل أباوت يو، بقيادة أغنية «داون أون مي»، والذي وصل أيضًا إلى المراكز الخمسة الأولى في بيلبورد هوت 100. في عام 2014، أصبحت أغنيته المنفردة «دونت تيل إم» مع واي جي ثالث أفضل أغنية له على قائمة بيلبورد هوت 100. بعد عدة تأخيرات، أصدر جيريميه ألبومه الاستوديو الثالث، ليْت نايتس في عام 2015. أحدث مشروع لـ جيريماي، ألبوم تعاون مع تاي دولا ساين بعنوان ميهتاي تم إصداره في 24 أغسطس 2018.

## صحته
في نوفمبر 2020، تم نقل جيريماي إلى المستشفى في شيكاغو بعد أن ثبتت إصابته بـ كوفيد-19. بحلول 14 نوفمبر، ورد أنه كان على جهاز التنفس الصناعي في وحدة العناية المركزة. في 19 نوفمبر تم خلع جهاز التنفس الصناعي منه، لكنه ظل في حالة حرجة. قال المتحدث باسمه إن جيريماي ليس لديه شروط أساسية. في 21 نوفمبر نُقل من العناية المركزة إلى المستشفى العام للتعافي الكامل. في 4 ديسمبر خرج جيريماي من المستشفى.

## ديسكغرفيا
ألبومات الاستوديو
- جيريماي (2009)
- أُل أباوت يو (2010)
- ليْت نايتس (2015)
- ميهتي (2018)